# Капран, Михаил Демьянович
Михаил Демьянович Капран — советский деятель сельского хозяйства, Герой Социалистического Труда.

## Биография
Родился в 1928 году в селе Валерьяновка Павловского района Сталинского округа Украинской ССР. Член КПСС.
В 1943—1956 годы — колхозник, механизатор, тракторист колхоза села Валерьяновка Сталинской области. В 1956—1988 — бригадир механизированной бригады колхоза имени XXII съезда КПСС Волновахского района Донецкой области Украинской ССР.
Указом Президиума Верховного Совета СССР от 23 июня 1966 года за успехи, достигнутые в увеличении производства и заготовок пшеницы, ржи, гречихи, риса, других зерновых и кормовых культур и высокопроизводительном использовании техники, присвоено звание Героя Социалистического Труда с вручением ордена Ленина и золотой медали «Серп и Молот».
В 1980 году в издательстве «Донбас» вышла книга авторства Капрана «Боевые друзья — трактора».
Жил в Волновахе.

## Награды и звания
- Герой Социалистического Труда (23 июня 1966)
- орден Ленина (23 июня 1966; 8 декабря 1973)
- орден Октябрьской Революции (24 декабря 1976)
- орден Трудового Красного Знамени (8 апреля 1971)